# Penmaenmawr
Penmaenmawr (/ˈpɛnmaɪnˌmaʊər/, Walisisch: [ˈpɛnmaːɨnmaur]) ist eine Kleinstadt und Community im Conwy County Borough, Wales, die früher zur Pfarrei Dwygyfylchi und zur traditionellen Grafschaft Caernarfonshire gehörte. Sie liegt an der nordwalisischen Küste zwischen Conwy und Llanfairfechan und war eine wichtige Tagebaustadt, obwohl der Tagebau inzwischen nicht mehr den wichtigsten Arbeitgeber darstellt. Die Einwohnerzahl der Community betrug 4353 im Jahr 2011, Dwygyfylchi und Capelulo mit eingerechnet. Die Stadt selbst hatte 2868 Einwohner (Stand: 2011).
Sie wurde nach dem Berg Penmaenmawr benannt, der sich am Meer direkt westlich der Stadt befindet. Ein großer Teil der ehemals abgerundeten Spitze (mit einer alten Festung) wurde abgetragen, so dass die heutige flache Unterseite übrig geblieben ist.
Die Stadt wurde bekam in den 1980er Jahren mit der Schnellstraße A55 eine Umgehung und verlor dabei ihre alte Promenade aus der Zeit Eduards VII., die weitgehend durch eine moderne ersetzt wurde. Penmaenmawr ist bekannt für seine spektakulären Wege in den Bergen und an der Küste. In der Nähe befinden sich die beliebten Attraktionen Sychnant Pass und Mynydd y Dref, und die Stadt liegt auch teilweise im Snowdonia-Nationalpark (Eryri).

## Etymologie
Der Name Penmaenmawr ist das walisische Wort für „Kopf des großen Steins“ oder „Großes Vorgebirge aus Stein“ im Gegensatz zu Penmaenbach; Pen bedeutet „Kopf“, maen „Stein“ und mawr „groß“.

## Geographie

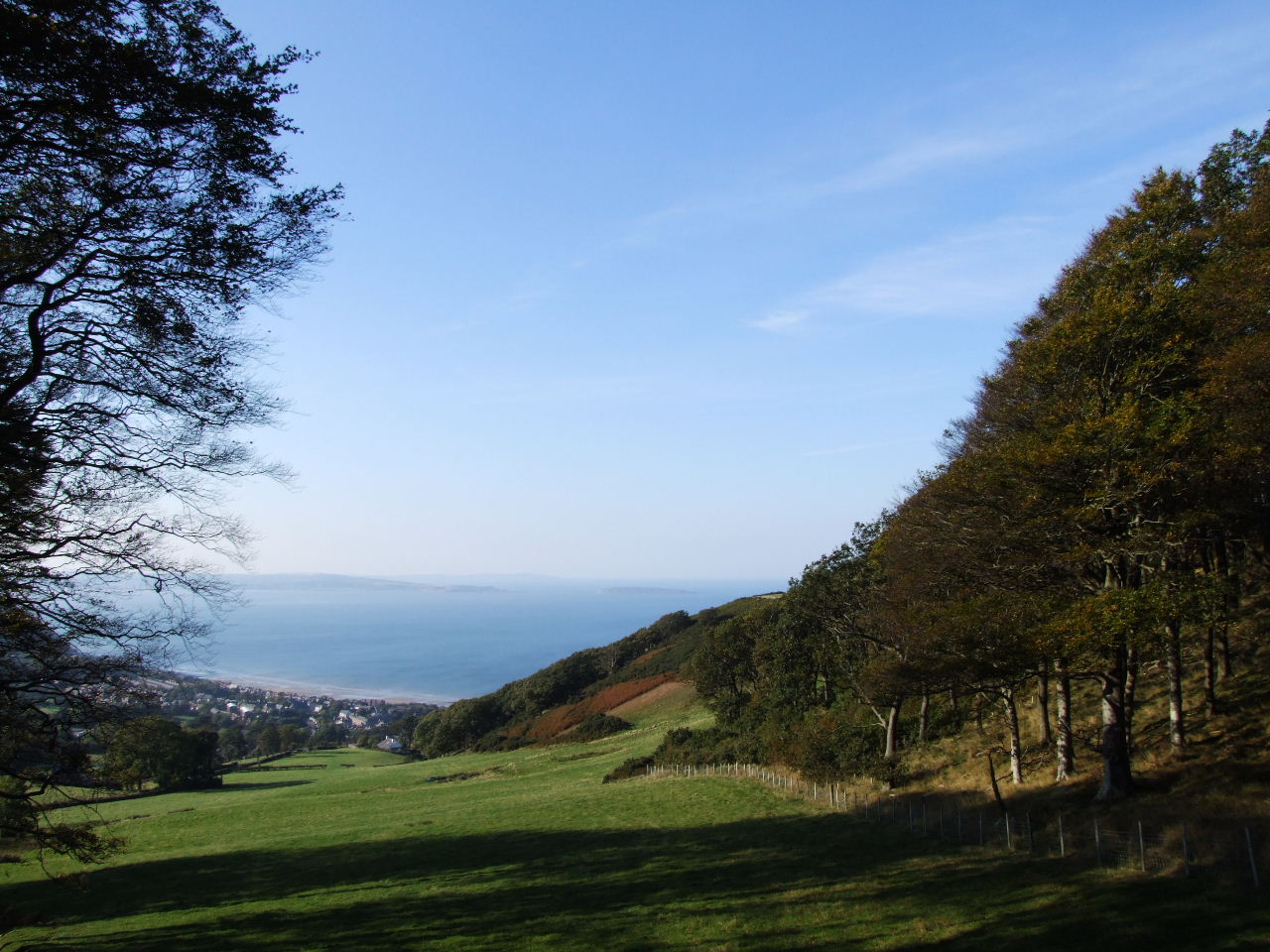
Blick auf die westliche Hälfte des Berges Penmaenmawr vom Gwddw Glas („grüne Schlucht“)

Die Dörfer, aus denen Penmaenmawr besteht, sind Penmaenan und Pant Yr Afon im Westen und Dwygyfylchi und Capelulo im Osten. Sie liegen auf einer kleinen Küstenebene, die etwa 3,2 Kilometer lang und eine halbe Meile tief ist, von wo aus man im Norden auf die Conwy Bay und die Irische See blickt. Die Bucht ist durch die Südostspitze von Anglesey und das Puffin Island im Nordwesten sowie die Kalksteinspitze Pen-y-Gogarth (Great Orme) im Nordosten geschützt. Das Meer ist hier zwischen Traeth Lafan und der Conwy-Mündung sehr flach. Der Strand ist weitläufig und besteht aus glatten Kieselsteinen und einer breiten Sandfläche; er wurde fünf Jahre in Folge mit der „Blauen Flagge“ ausgezeichnet.
Zwei Landzungen trennen Penmaenmawr von seinen Nachbarn. Im Westen liegt der Großteil von Penmaenmawr zwischen dem benachbarten Llanfairfechan und der breiteren Küstenebene, die sich bis Bangor erstreckt. Im Osten trennt die kleinere, aber nicht weniger zerklüftete Landzunge Penmaenbach Dwygyfylchi von Conwy Morfa. Penmaenbach ist die nördlichste Spitze des Snowdonia-Nationalparks, was einen großen Teil von Dwygyfylchi und Capelulo umfasst. Im Süden erstreckt sich ein Bogen von Hügeln und Hochebenen von Ost nach West von Capelulo bis Penmaenmawr, beginnend mit Yr Allt Wen oberhalb von Dwygyfylchi, dem Sychnant Pass (die alte Straße führt über diesen Pass nach Conwy) und Pen-sychnant bei Capelulo. Der runde Hügel Foel Lys, Gwddw Glas (Grüne Schlucht), Bryn Derwydd und der Kopf des Cwm Graiglwyd und schließlich Penmaenmawr. Foel Lus erhebt sich auf 362 Meter.
Die Küstenebene wird fast durch den Trwyn-yr-Wylfa geteilt, der auch die Grenze zwischen Pant-yr-afon und Penmaenan im Westen und dem Hen Bentra oder „Old Village“ von Dwygyfylchi und Capelulo im Osten bildet. Zwei kleine Flüsse fließen durch das Gebiet. Der erste, Afon Pabwyr, fließt vom bewaldeten Cwm Graiglwyd hinunter und dann unter dem Stadtzentrum von Pant-yr-afon hindurch zum Strand; der zweite und größere, Afon Gyrrach, fließt etwa 6,4 km von den nördlichen Hängen von Tal-y-Fan bis zum Meer in der Nähe von Penmaenbach und durchquert Nant Ddaear-y-llwynog (The Fairy Glen) und die alten Dörfer Dwygyfylchi und Capelulo.

## Geschichte

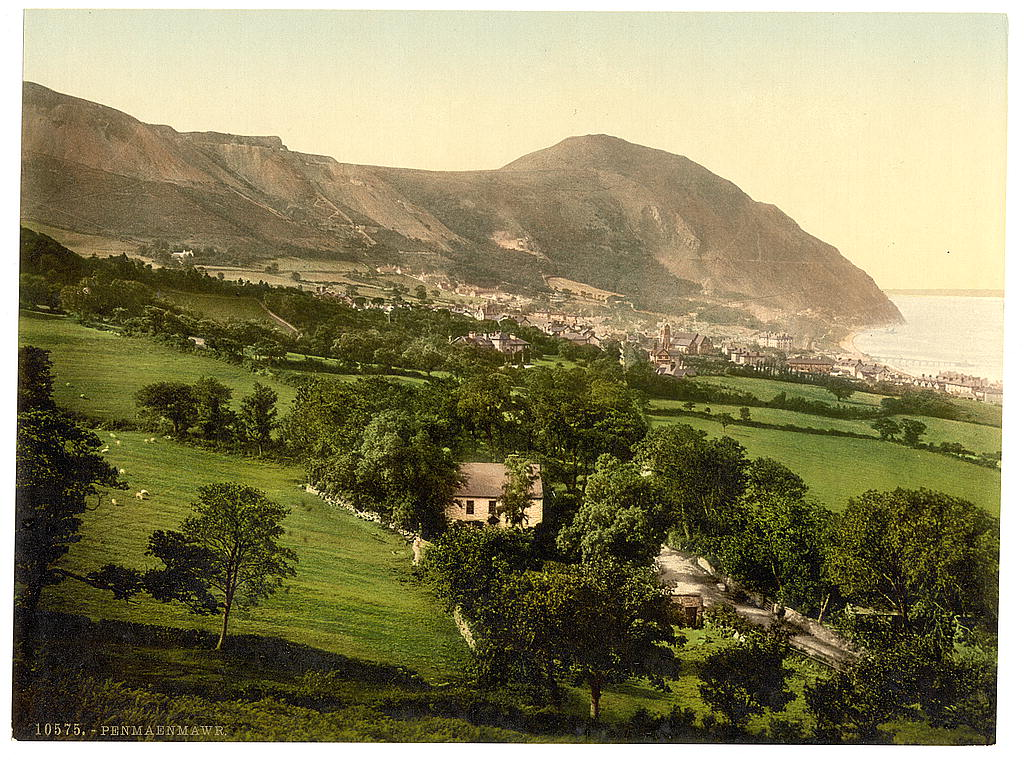
Penmaenmawr, ca. 1890–1900

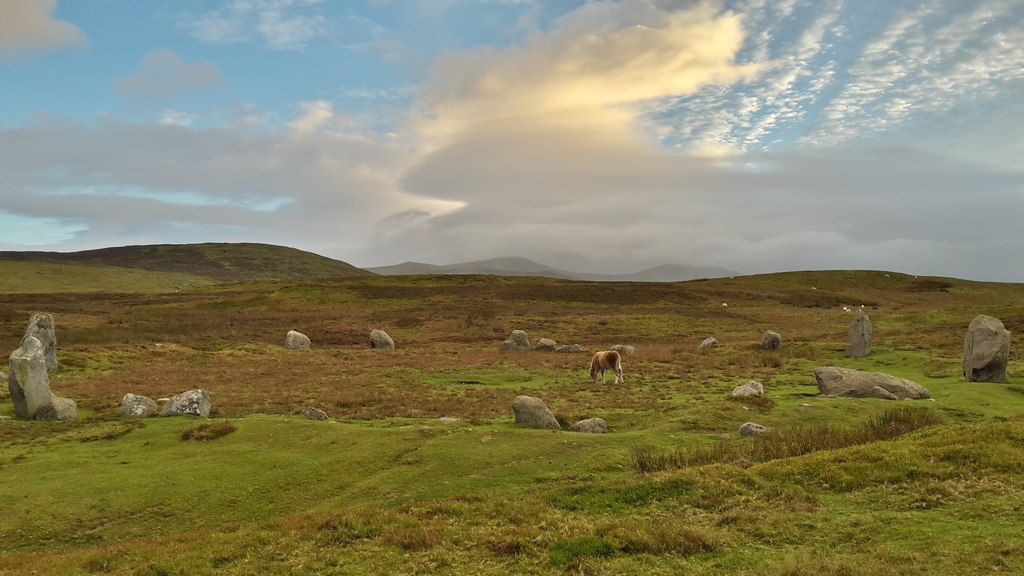
Der Meini Hirion oder „Druid's Circle“

### Vorgeschichte
Im Hochland oberhalb der Stadt gibt es zahlreiche prähistorische Überreste, darunter die prähistorischen Faustkeilfabriken an den Westhängen des Cwm Graiglwyd in der Nähe des Gipfels von Penmaenmawr. Dies war einst einer der wichtigsten Standorte für die Herstellung von Faustkelien in Europa, zusammen mit der Langdale-Axt-Industrie im Lake District, Tievebulliagh, in der Grafschaft Antrim und anderen Standorten in ganz Großbritannien.
Es gibt Hinweise darauf, dass Äxte aus Graiglwyd vor 5000 Jahren weit exportiert wurden, denn es wurden Exemplare bis hinein nach Cornwall und Südostengland gefunden. Der nahe gelegene Meini Hirion, im Englischen als „Druid's Circle“ bekannt, ist ein prähistorischer Steinkreis. Bei archäologischen Ausgrabungen wurden dort die verbrannten Überreste von Kindern gefunden. Ein prähistorischer Wanderweg von Bwlch-y-ddeufaen nach Conwy führt an dem Kreis vorbei. Der Gipfel des Penmaenmawr, von dem die Stadt ihren Namen hat, lag 460 Meter über dem Meeresspiegel, bis er durch den modernen Steinabbau reduziert wurde. Der Gipfelbereich wurde von Braich-y-Dinas gekrönt, einer der größten eisenzeitlichen Wallburgen in Europa, vergleichbar mit Tre’r Ceiri bei Trefor auf der Halbinsel Llŷn. Heute ist davon jedoch nichts mehr übrig; die letzten Überreste wurden in den 1920er Jahren durch Steinbrucharbeiten ausgelöscht-

### Mittelalter und frühe Neuzeit

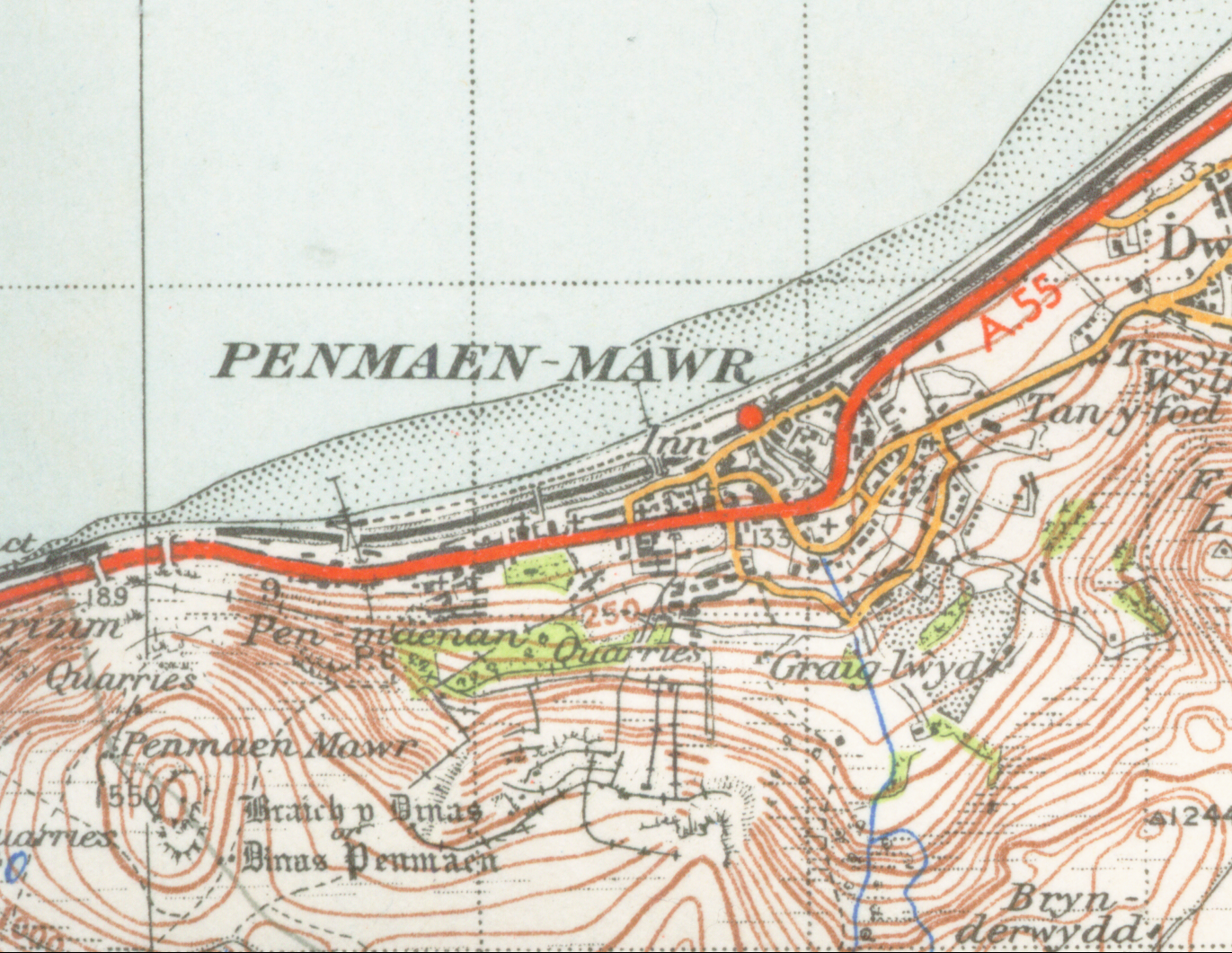
Karte von Penmaenmawr aus dem Jahr 1947

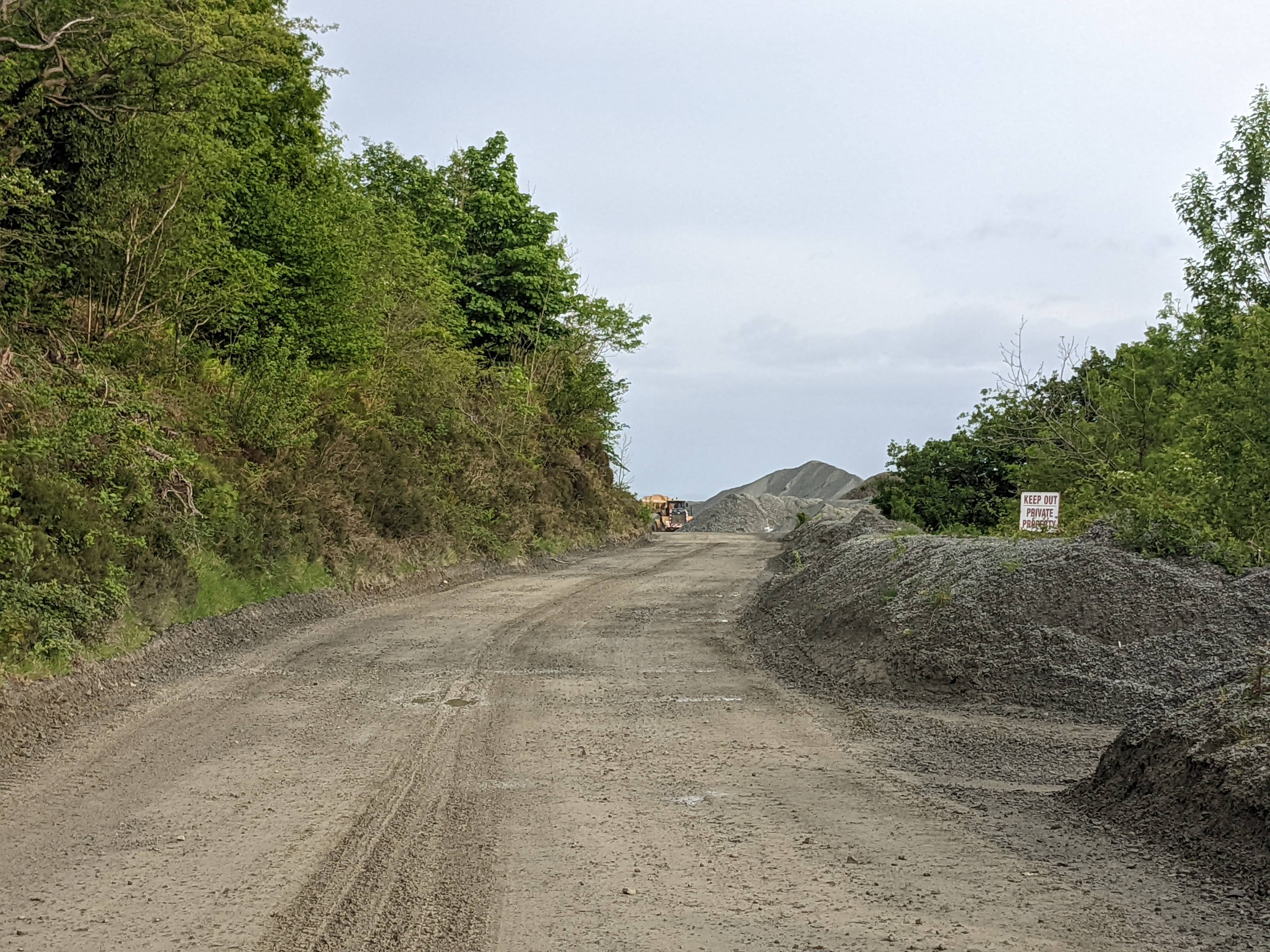
Steinbrüche - Quarry Road

Der Überlieferung nach hatte der Heilige Seiriol aus dem 5. oder 6. Jahrhundert, nach dem Ynys Seiriol, der walisische Name für Puffin Island oder Priestholme, benannt ist, eine Eremitenzelle in Cwm Graiglwyd. Ein Felsvorsprung, Clipyn Seiriol, oberhalb des modernen Straßentunnels durch Penmaen-mawr, trägt ebenfalls seinen Namen, ebenso die moderne Kirche St. Seiriol in der Nähe des Stadtzentrums. Die ältere Kirche St. Gwynin in Dwygyfylchi ist heute die Pfarrkirche. Penmaenmawr wird auch mit dem Heiligen Ulo in Verbindung gebracht. Capelulo liegt am Fuße des Sychnant und soll der Standort einer frühmittelalterlichen Kapelle sein.
Seit dem Frühmittelalter gehörte die Gemeinde zu Arllechwedd Uchaf, und dieses alte walisische Cwmwd (englisch: commote), das zusammen mit dem benachbarten Arllechwedd Isaf das Cantref von Arllechwedd bildet, wird von der Kirche noch heute als Verwaltungseinheit verwendet.

### Stadt der Steinbrüche und Seebad

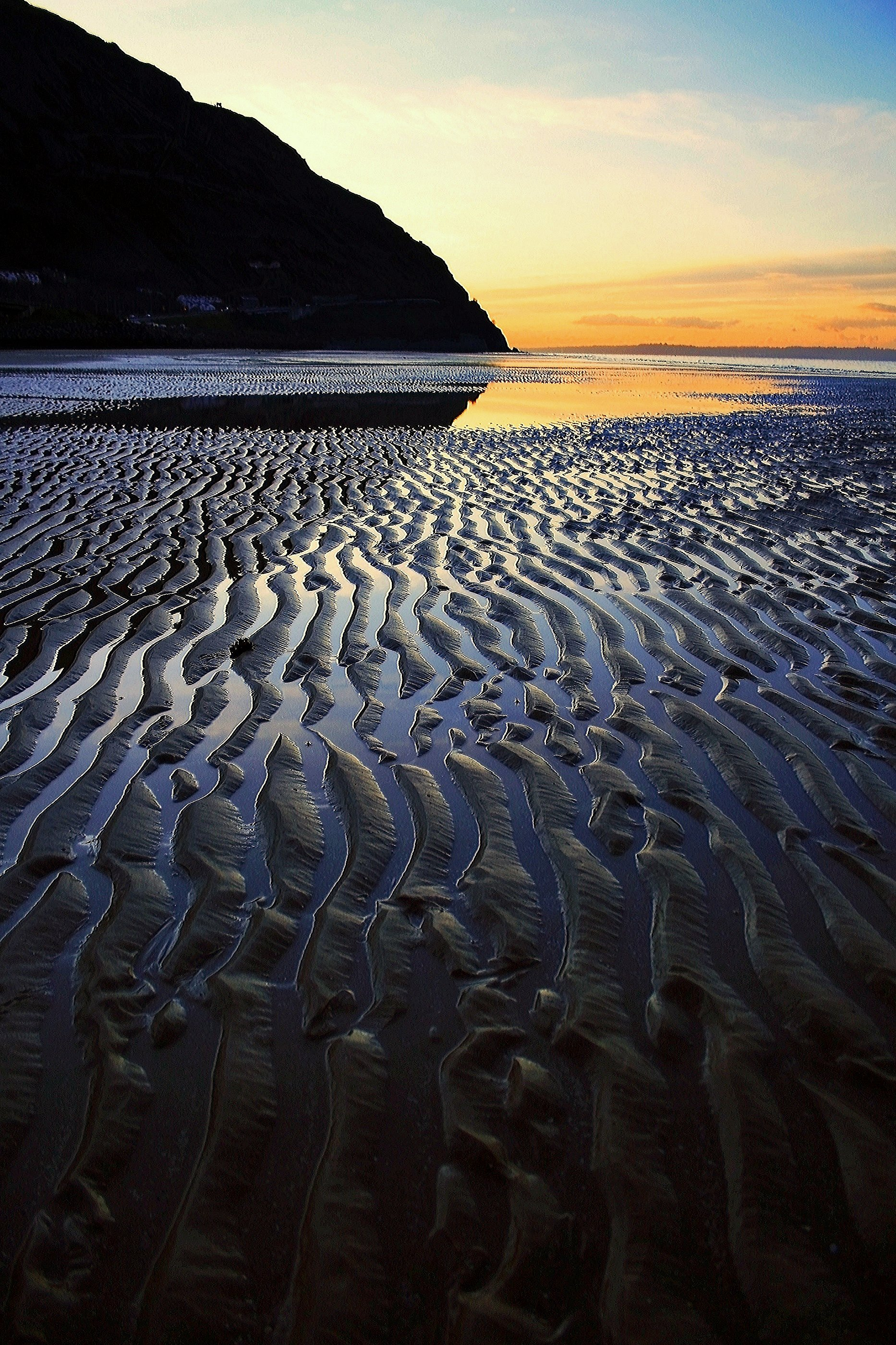
Strand von Penmaenmawr

Die industrielle Gewinnung von Eruptivgestein (Diorit) in Penmaenan begann 1830 mit der Eröffnung des Steinbruchs Penmaen und der anschließenden, konkurrierenden Steinbrüche Graiglwyd und „alter Steinbrüche“, die 1888 unter Colonel Darbishire zusammengelegt wurden. In diesen ersten Jahren wurden hauptsächlich Pflastersteine und Pflastersteine hergestellt, doch ab 1881 zeigte sich der Vorteil von zerkleinertem Gestein für Eisenbahnschotter, und es wurden neue Brecherwerke gebaut, um diesen Markt zu bedienen. Im Jahr 1911 fusionierte Darbishire diese Betriebe mit den Steinbrüchen von Trefor zur Penmaenmawr & Welsh Granite Co. Als die Industrie wuchs, strömten Arbeiter und ihre Familien aus ganz Nordwest-Wales und darüber hinaus nach Penmaenmawr. Besonders stark war die Verbindung zu Trefor, der Heimat des Trefor-Granitsteinbruchs an den Hängen von Yr Eifl. Die Gemeinde, die in den heutigen Bezirken Penmaenan und Pant-yr-afon entstand, war engmaschig und sprach fast ausschließlich Walisisch. In den ersten Jahren des 20. Jahrhunderts arbeiteten etwa 1000 Männer im Steinbruch und den dazugehörigen Werkstätten. Die Nachbarschaft zu Llanfairfechan war ein wesentlicher Bestandteil dieses Prozesses.
Das abgebaute Gestein wurde über selbsttätige Schrägaufzüge auf die 910 Millimeter breite Straßenbahn gebracht, die zu den Anlegestellen führte, von wo aus die Steine auf Schiffe verladen wurden. Nach 1848 wurde der größte Teil der Produktion des Steinbruchs mit der Eisenbahn transportiert, obwohl der Steinbruch und die dazugehörige Schmalspurbahn noch bis ins 19. Jahrhundert existierten.
Das Leben der Steinbrucharbeiter war nicht einfach, vor allem nicht für diejenigen, die an den höher gelegenen Hängen arbeiteten. Von ihnen wurde erwartet, dass sie bei jedem Wetter zum Gipfelbereich hinaufsteigen, und sie mussten mit Lohneinbußen rechnen, wenn sie den Gipfel nicht erreichen konnten. Es entwickelte sich ein starker Kameradschaftsgeist, der sich in den Kapellen, Kneipen und Kulturvereinen der Stadt widerspiegelte. Die Produkte wurden mit der Eisenbahn zu Häfen wie Liverpool und anderen englischen Städten und auf dem Seeweg von den beiden Anlegestellen in den Steinbrüchen nach Liverpool und auch zu einer Reihe europäischer Häfen wie Hamburg exportiert. Bis 1976 wurden von der Anlegestelle in Darbishire aus weiterhin Schiffe beladen, obwohl der Seehandel seit der berühmten Strandung der Rethi Muller im Jahr 1967 nur noch spärlich war. Auf den Gleisanlagen in der Nähe des Bahnhofs wurde weiterhin Schotter verladen, doch die gesamte ursprüngliche Infrastruktur wurde durch den Bau der neuen Schnellstraße A55 in den späten 1980er Jahren beseitigt. Es wurde eine neue Verladeanlage gebaut und der ursprüngliche Gleisbereich für den Bau der neuen Straße genutzt. Im Jahr 2008 ging der Vertrag über die Lieferung von Bahnschotter an Network Rail verloren, und seither gab es nur noch begrenzte Bahnbewegungen – etwa für den Bau der Erweiterungen der Manchester Metrolink. Durch den Abbau wurde im Laufe der Zeit die gesamte Spitze des Penmaenmawr-Bergs abgetragen, der einst viel höher war und eine abgerundete Spitze mit einer alten Bergfestung hatte.
In der zweiten Hälfte des 19. Jahrhunderts wurde der Ort als Seebad für wohlhabende Leute immer beliebter, was zum Teil auf die Begeisterung des Staatsmannes und Premierministers William Ewart Gladstone zurückzuführen ist, der zwischen 1855 und 1896 elfmal in Penmaenmawr Urlaub machte.

## Bemerkenswerte Ereignisse
Am 27. August 1950 näherte sich der 1:45-Uhr-Personenexpresszug von Holyhead nach Euston, der Irish Mail, mit 60–70 Meilen pro Stunde dem Bahnhof Penmaenmawr, nachdem er ein auf „frei“ gestelltes Vorsignal passiert hatte. Als sich der Zug dem Hauptsignal näherte, wurde dieses plötzlich auf „Gefahr“ gestellt. Der Triebfahrzeugführer schaltete den Dampf ab und betätigte die Bremse, konnte aber einen Zusammenstoß mit einer leichten Lokomotive auf der Gegenrichtung bei 45–50 Meilen pro Stunde nicht verhindern. Vier Fahrgäste und ein Schlafwagenschaffner kamen dabei ums Leben, ein fünfter Fahrgast starb im Krankenhaus.
Am 24. September 1976 war Penmaenmawr Schauplatz eines Massenmordes, als der ehemalige U-Boot-Kommandant Neil Rutherford im Hotel Red Gables vier Menschen tötete, anschließend das Hotel in Brand setzte und sich selbst erschoss.

## Einrichtungen, Clubs und Vereine
- Amgueddfa (Penmaenmawr Museum) – ein unabhängiges Museum in dem alten Postamt, Pant yr Afon.
- Clwb Golff (Penmaenmawr Golf Club) – ein 9-Loch-Platz am Hen Ffordd Conwy in Dwygyfylchi, einer der landschaftlich reizvollsten in Nordwales
- Eden Hall – kleine historische Gärten in der Nähe des Stadtzentrums
- Clwb Snwcer (Penmaenmawr Snooker Club) – im Gemeindezentrum am Ffordd Conwy
- Penmaenmawr Sailing Club – an der Promenade von Penmaenmawr
- Penmaenmawr Bowling Club – gegenüber dem Zugangs zur Promenade, in der Nähe des Bahnhofs
- Penmaenmawr Phoenix F.C. – die Fußballmannschaft der Stadt, die hauptsächlich aus lokalen Spielern besteht
- Pen Sychnant Nature Reserve – ein Naturschutzgebiet mit einer Größe von 49.000 m² mit alten Sträuchern und Wäldern, auf der Spitze des Sychnant Pass, Dwygyfylchi

## Verkehr

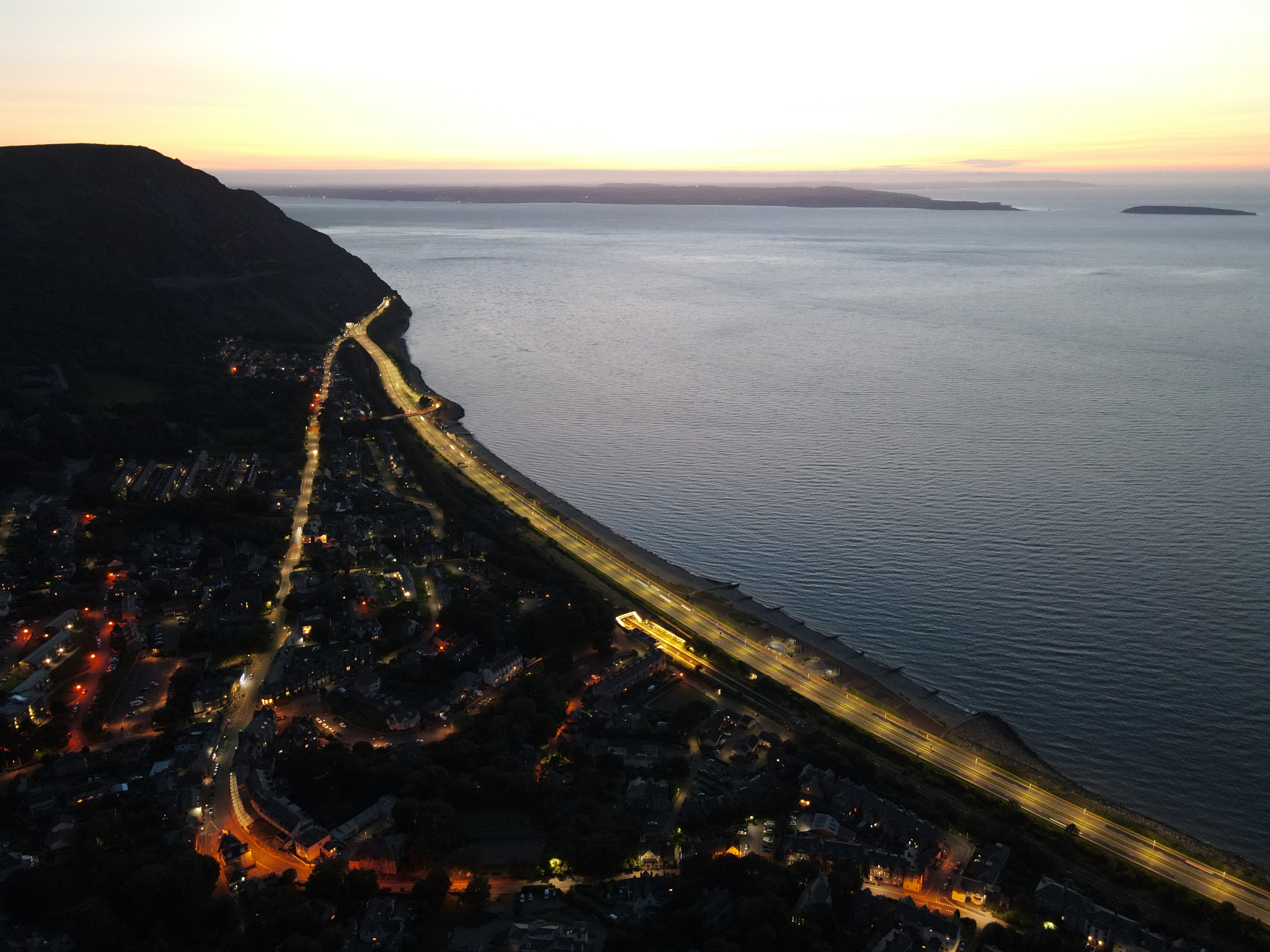
Diese Ansicht bei Sonnenuntergang zeigt, wie die moderne Schnellstraße A55 die alte Straße durch das Stadtzentrum umgeht, bevor sie die ursprüngliche Route um die Landzunge herum wieder aufnimmt.

### Bus
Die Linien 5 und X5 von Arriva Buses Wales verkehren im 15-Minuten-Takt zwischen Caernarfon und Llandudno, wobei die Linie X5 Deganwy und Maesdu und die Linie 5 St. Gwynan (For Dwygyfylchi) und Craig-y-don in östlicher Richtung bedient und beide Linien Bangor und Y Felinheli in westlicher Richtung anfahren. Padarn Bus hat mit der Linie X2 einen Samstagsdienst eingeführt, der direkt zwischen Penmaenmawr und Llandudno in östlicher Richtung und nach Llanberis über Bangor in westlicher Richtung verkehrt. Llew Jones betreibt den Conwy-Clipa-Service Nr. 75 zwischen Llanfairfechan und Llandudno.

### Auto
Penmaenmawr liegt an der Schnellstraße A55, die an der Anschlussstelle 16 und an der Anschlussstelle 16A nach Dwygyfylchi eine Verbindung zum Rest der Nordküste herstellt. Eine Bergstrecke durch Capelulo verbindet die Orte über Sychnant mit Conwy.

### Bahn
Stündliche Verbindungen vom Bahnhof Penmaenmawr durch Transport for Wales nach Holyhead und Chester mit der North Wales Coast Line. Diese Züge fahren alle zwei Stunden weiter nach Crewe und nach Wrexham, Shrewsbury, Hereford, Abergavenny, Newport und Cardiff.